# أندرياس بينتر
أندرياس بينتر (بالمجرية: Pintér András)‏ هو لاعب كرة قدم مجري في مركز الوسط، ولد في 1 أبريل 1994 في كيكسكيميت في المجر. شارك مع منتخب المجر تحت 21 سنة لكرة القدم. أما مع النوادي، فقد لعب مع نادي بودابست.